# Reprezentacja Nowej Zelandii U-20 w rugby union mężczyzn
Reprezentacja Nowej Zelandii U-20 w rugby union mężczyzn – juniorski zespół Nowej Zelandii w rugby union. Za jego funkcjonowanie odpowiedzialny jest New Zealand Rugby Union, członek World Rugby oraz Oceania Rugby. Uczestniczy w mistrzostwach świata od 2008, to jest od początku ich rozgrywania
Został stworzony w celu uczestniczenia w organizowanych przez IRB turniejach – Junior World Championships i Junior World Rugby Trophy – zastępujących zlikwidowane mistrzostwa drużyn U-19 i U-21.
Pierwszej porażki doznał 8 czerwca 2012 roku podczas MŚ juniorów po 21 zwycięskich meczach.

## Turnieje
| 2008 | JWC | 1. |  |      |        |    |  |
| 2009 | JWC | 1. |  |      |        |    |  |
| 2010 | JWC | 1. |  |      |        |    |  |
| 2011 | JWC | 1. |  |      |        |    |  |
| 2012 | JWC | 2. |  |      |        |    |  |
| 2013 | JWC | 4. |  |      |        |    |  |
| 2014 | JWC | 3. |  |      |        |    |  |
| 2015 | JWC | 1. |  | 2015 | Champs | 1. |  |
| 2016 | JWC | 5. |  | 2016 | Champs | 1. |  |
| 2017 | JWC | 1. |  | 2017 | Champs | 1. |  |
| 2018 | JWC | 4. |  | 2018 | Champs | 1. |  |
| 2019 | JWC | 7. |  | 2019 | Champs | 2. |  |